# Michael Möller

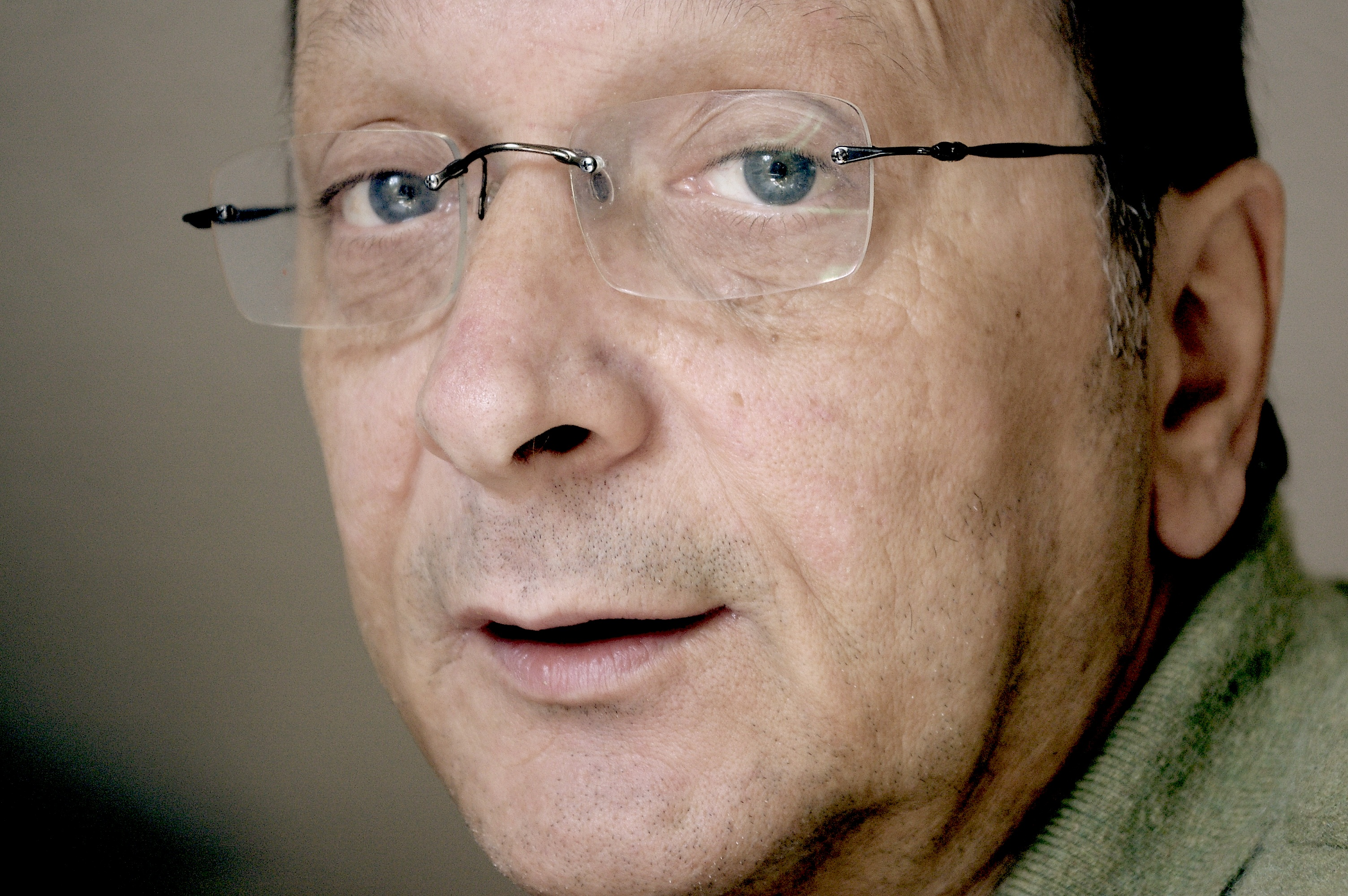
Michael Möller (2006)

Michael Möller (* 1955 in Eiterfeld) ist ein deutscher Filmregisseur, Journalist und Hochschuldozent im Fach Regie und Dokumentarfilm.

## Leben und Karriere
Nach der Ausbildung an der Kölner Schule – Institut für Publizistik und dem VWL-Studium an der Universität Köln mit dem Abschluss Dipl. Volkswirt arbeitete Michael Möller von 1981 bis 1988 als Redakteur beim WDR. Für die Doku Unter deutschen Dächern: Vergessen. Verdrängt. Verkauft: Im Vietnamesenghetto von Berlin (mit Marc Wiese) wurde er 1996 mit dem Civis ausgezeichnet.
Der freie Fernsehjournalist, Buchautor und Regisseur wurde im März 1999 Moderator beim WDR Funkhaus Europa und ist seit dem Sommersemester 2000 Dozent an der Filmakademie Baden-Württemberg für Regie/Dokumentarfilm. Er war vertreten auf nationalen und internationalen Filmfestivals wie Amsterdam, Mumbai, Mexiko-Stadt, Ghuangzou und war Mitglied u. a. in der Jury zum deutschen Kamerapreis. 2018 wurde er zum Professor im Studienfach Regie/Dokumentarfilm an die Filmakademie Baden-Württemberg berufen.

## Filmographie
- 1991: Töten lernen – Der Ninja-Kult
- 1992: Wir – die Nummer eins
- 1992: Gefährliche Kinder
- 1993: Die Rechten von Cottbus und das Gesetz
- 1993: Tod vor der Disko – Geschichte von Kim, dem Boxer und Ahmed, dem Dealer
- 1993: Die Spekulanten – das Milliardenspiel der Devisenhändler
- 1994: Frankfurt: Bronx – Beobachtungen in der Ahornstraße
- 1995: Fluchtburg Feuerberg – ein Zwischenlager für verstoßene Kinder
- 1995: Zwischen Knast und Palast – Die Grenzgänger des Gangster-Rap[2]
- 1995: Hart auf hart – der Kohlenkönig und seine Söhne
- 1995: Unter deutschen Dächern: Vergessen. Verdrängt. Verkauft. (mit Marc Wiese)
- 1995: I´m a Gangsta too – ein Mord – eine Szene – der Hip Hop
- 1996: Russenkids – Aussiedlerkinder: fremd im eigenen Land
- 1996: Die Liebe der Kurrats – eine Fußballgeschichte
- 1997: Schnitt im Hirn – Beobachtungen in der Bonner Epilepsie-Klinik
- 1997: Scouts – die Spürnasen der Musikindustrie
- 1998: Hundeleben – Die Dogs der Underdogs
- 1998: … es gibt wieder Krieg – Rückkehr in eine fremde Heimat[3]
- 1999: Letzte Chance Amerika – eine Highschool für jugendliche Straftäter
- 2000: Eldin im Wunderland –Ein Jahr Strafinternat Glen Mills
- 2000: Glen Mills Gang – Gefangen ohne Schluß und Riegel
- 2001: Deutschland e. V. – Der ESV Köln-Nippes
- 2002: Stärker als Stein – Drama im Kosovo[4]
- 2002: Kampf der Sterne – Die DaimlerChrysler-Schlacht
- 2003: Der Stille und die Schrille – Der taube Marko und seine Stiefmutter
- 2003: Einmal Hollywood und zurück – ‚Kinowelt’ und die Gebrüder Kölmel
- 2004: Autoput – der Balkantrip
- 2005: Wir – die 10te – ein Jahr in der Abschlussklasse einer Hauptschule
- 2006: Experiment Kurdistan – Drei Übungen in Staatsräson
- 2009: Der Tunnel von Sarajevo[5]
- 2010: In Form
- 2010: Wir sind die Familie – von Rosen und Dornen bei den Ben Milodrovics
- 2012: Glaube. Liebe. Couscous
- 2015: Stars and Scars
- 2016: Geduldet im Paradies
- 2024: "Der Traum von Revolution" (dramaturgische Beratung)

## Bücher
- Anschluß verpaßt – Reportagen über die neue Armut in Deutschland 1992, Dietz Nachf. Bonn (zusammen mit Gabi Gillen)
- Tanz auf dem Vulkan – Geschichten über Gewalt 1994, Dietz Nachf. Bonn (zusammen mit Gabi Gillen)